# Alisotrichia giampaolina
Alisotrichia giampaolina är en nattsländeart som beskrevs av Lazar Botosaneanu 1998. Alisotrichia giampaolina ingår i släktet Alisotrichia och familjen smånattsländor. Inga underarter finns listade i Catalogue of Life.